# Gunthorpe (Norfolk)
Pour les articles homonymes, voir Gunthorpe.
Gunthorpe est un village et une paroisse civile du Norfolk, en Angleterre.